# Lomagramma perakensis
Lomagramma perakensis är en träjonväxtart som beskrevs av Richard Henry Beddome. Lomagramma perakensis ingår i släktet Lomagramma och familjen Dryopteridaceae. Inga underarter finns listade.